# أسبوري
أسبوري (بالإنجليزية: Asbury, Iowa) هي مدينة تقع في ولاية آيوا في الولايات المتحدة. تبلغ مساحة هذه المدينة 6.89 (كم²)، وترتفع عن سطح البحر 284 م، بلغ عدد سكانها 4170 نسمة في عام 2012 حسب إحصاء مكتب تعداد الولايات المتحدة.

## التركيبة السكانية
قام مكتب تعداد الولايات المتحدة بتحديد بيانات التركيبة السكانية لأسبوريفي تعداد الولايات المتحدة. في ما يلي، التركيبة السكانية حسب تعدادي 2000 و2010.

### تعداد عام 2000
بلغ عدد سكان أسبوري 2,450 نسمة بحسب تعداد عام 2000، وبلغ عدد الأسر 846 أسرة وعدد العائلات 728 عائلة مقيمة في المدينة. في حين سجلت الكثافة السكانية 971.8 نسمة لكل ميل مربع (375.2/كم2). وبلغ عدد الوحدات السكنية 867 وحدة بمتوسط كثافة قدره 343.9 نسمة لكل ميل مربع (132.8/كم2).
وتوزع التركيب العرقي للمدينة بنسبة 98.49% من البيض و 0.37% من الأمريكيين ذوي الأصول الآسيوية و 0.04% من سكان جزر المحيط الهادئ و 0.49% من الأمريكيين الأفارقة و 0.37% من عرقين مختلطين أو أكثر.
بلغ عدد الأسر 846 أسرة كانت نسبة 44.4% منها لديها أطفال تحت سن الثامنة عشر تعيش معهم، وبلغت نسبة الأزواج القاطنين مع بعضهم البعض 77.8% من أصل المجموع الكلي للأسر، ونسبة 6.6% من الأسر كان لديها معيلات من الإناث دون وجود شريك، وكانت نسبة 13.9% من غير العائلات. تألفت نسبة 11.0% من أصل جميع الأسر من أفراد ونسبة 2.8% كانوا يعيش معهم شخص وحيد يبلغ من العمر 65 عاماً فما فوق. وبلغ متوسط حجم الأسرة المعيشية 3.13، أما متوسط حجم العائلات فبلغ 2.90.
بلغ العمر الوسطي للسكان 36 عاماً. وكانت نسبة 7.1% بين الثامنة عشر والأربعة وعشرون عاماً، ونسبة 27.7% كانت واقعةً في الفئة العمرية ما بين الخامسة والعشرون حتى والأربعة وأربعون عاماً، ونسبة 27.8% كانت ما بين الخامسة والأربعون حتى الرابعة والستون، ونسبة 6.7% كانت ضمن فئة الخامسة والستون عاماً فما فوق. يوجد لكل 100 أنثى 98.5 ذكر، ويوجد لكل 100 أنثى في الثامنة عشر من عمرها فما فوق 98.5 ذكر.
بلغ متوسط دخل الأسرة في المدينة 60,100 دولار، أما متوسط دخل العائلة فبلغ 64,097 دولار. وكان متوسط دخل الذكور 41,935 دولار مقابل 25,337 دولار للإناث. وسجل دخل الفرد الخاص بالمدينة 21,447 دولار. وكانت نسبة 4.5% من العائلات ونسبة 4.0% من السكان تحت خط الفقر، وكان من هؤلاء نسبة 4.3% تحت سن الثامنة عشر ونسبة 7.9% في الخامسة والستين من العمر وما فوق.

### تعداد عام 2010
بلغ عدد سكان أسبوري 4,170 نسمة بحسب تعداد عام 2010، وبلغ عدد الأسر 1,433 أسرة وعدد العائلات 1,164 عائلة مقيمة في المدينة. في حين سجلت الكثافة السكانية 1,567.7 نسمة لكل ميل مربع (605.3/كم2). وبلغ عدد الوحدات السكنية 1,463 وحدة بمتوسط كثافة قدره 550.0 لكل ميل مربع (212.4/كم2).
وتوزع التركيب العرقي للمدينة بنسبة 96.8% من البيض و 1.1% من الأمريكيين ذوي الأصول الآسيوية و 1.0% من الأمريكيين الأفارقة و 0.8% من عرقين مختلطين أو أكثر.
بلغ عدد الأسر 1,433 أسرة كانت نسبة 45.4% منها لديها أطفال تحت سن الثامنة عشر تعيش معهم، وبلغت نسبة الأزواج القاطنين مع بعضهم البعض 71.5% من أصل المجموع الكلي للأسر، ونسبة 7.0% من الأسر كان لديها معيلات من الإناث دون وجود شريك، بينما كانت نسبة 2.8% من الأسر لديها معيلون من الذكور دون وجود شريكة وكانت نسبة 18.8% من غير العائلات. تألفت نسبة 15.3% من أصل جميع الأسر من أفراد ونسبة 5.7% كانوا يعيش معهم شخص وحيد يبلغ من العمر 65 عاماً فما فوق. وبلغ متوسط حجم الأسرة المعيشية 3.27، أما متوسط حجم العائلات فبلغ 2.91.
بلغ العمر الوسطي للسكان 35.6 عاماً. وكانت نسبة 32.9% من القاطنين تحت سن الثامنة عشر، وكانت نسبة 6% بين الثامنة عشر والأربعة وعشرون عاماً، ونسبة 26% كانت واقعةً في الفئة العمرية ما بين الخامسة والعشرون حتى والأربعة وأربعون عاماً، ونسبة 25.4% كانت ما بين الخامسة والأربعون حتى الرابعة والستون، ونسبة 9.9% كانت ضمن فئة الخامسة والستون عاماً فما فوق. وتوزع التركيب الجنسي للسكان بنسبة 49.2% ذكور و50.8% إناث.

## وصلات خارجية
- www.cityofasbury.com